# Farnasi református templom
A farnasi református templom műemlékké nyilvánított templom Romániában, Szilágy megyében. A romániai műemlékek jegyzékében az SJ-II-a-B-05112 sorszámon szerepel.